# Barry Barnes
Pour les articles homonymes, voir Barnes.
S. Barry Barnes, né le 27 mars 1943 est un sociologue britannique, professeur de sociologie à l'université d'Exeter. 
Barnes a travaillé dans l'Unité d'études scientifiques de l'université d'Édimbourg avec David Bloor dans les années 1980 et au début des années 1990 où ils ont développé le programme fort dans le cadre de la sociologie de la connaissance scientifique.

## Principales publications
- (en) Interests and the growth of knowledge, London ; Boston : Routledge and K. Paul, 1977.
- (en) avec Steven Shapin (éd.), Natural order : historical studies of scientific culture, Beverly Hills, Calif ; London : Sage Publications, 1979.
- (en) avec David Edge (éd.), Science in context : readings in the sociology of science, Milton Keynes : Open University Press, 1982.
- (en) About science, Oxford : Basil Blackwell, 1985.
- (en) The Nature of power, Cambridge : Polity, 1988.
- (en) Grays Thurrock district : a pictorial history, Chichester : Phillimore, 1988 ; 1991.
- (en) The Elements of social theory, London : UCL Press, 1995.
- (en) avec David Bloor & John Henry, Scientific knowledge : a sociological analysis, Chicago : University of Chicago Press, 1996.